# Championnat d'Angleterre de football 1968-1969
Navigation
Édition précédente Édition suivante
La 70e édition du championnat d'Angleterre de football est remportée par le Leeds United. C'est le premier titre de champion de l'histoire du club et de la ville de Leeds. Il l'emporte avec six points d'avance sur Liverpool FC.
Leeds United se qualifie pour la Coupe des clubs champions en tant que champion d'Angleterre. Manchester City, vainqueur de la coupe se qualifie pour la Coupe des vainqueurs de coupe. Liverpool FC, Arsenal FC, Newcastle United et Southampton FC se qualifient pour la Coupe des villes de foires. Le club de Liverpool, Everton FC et les clubs londoniens, de Chelsea FC et Tottenham Hotspur, ne sont pas qualifiés pour cette compétition européenne car la FA a décidé de l’envoi d'un seul club par ville.
Le système de promotion/relégation reste en place : descente et montée automatique, sans matchs de barrage pour les deux derniers de première division et les deux premiers de deuxième division. Le club promu de Queens Park Rangers est relégué avec Leicester City pour avoir terminé à la dernière place. Ils sont remplacés à ce niveau par Derby County et Crystal Palace.
L'attaquant anglais Jimmy Greaves, de Tottenham Hotspur, remporte le titre de meilleur buteur du championnat avec 27 réalisations. C'est la sixième fois que Greaves termine en tête des buteurs.

## Classement
| Rang | Équipe                  | Pts | J  | G  | N  | P  | Bp | Bc | Diff |
| ---- | ----------------------- | --- | -- | -- | -- | -- | -- | -- | ---- |
| 1    | Leeds United            | 67  | 42 | 27 | 13 | 2  | 66 | 26 | +40  |
| 2    | Liverpool               | 61  | 42 | 25 | 11 | 6  | 63 | 24 | +39  |
| 3    | Everton                 | 57  | 42 | 21 | 15 | 6  | 77 | 36 | +41  |
| 4    | Arsenal                 | 56  | 42 | 22 | 12 | 8  | 56 | 27 | +29  |
| 5    | Chelsea                 | 50  | 42 | 20 | 10 | 12 | 73 | 53 | +20  |
| 6    | Tottenham Hotspur       | 45  | 42 | 14 | 17 | 11 | 61 | 51 | +10  |
| 7    | Southampton             | 45  | 42 | 16 | 13 | 13 | 57 | 48 | +9   |
| 8    | West Ham                | 44  | 42 | 13 | 18 | 11 | 66 | 50 | +16  |
| 9    | Newcastle United        | 44  | 42 | 15 | 14 | 13 | 61 | 55 | +6   |
| 10   | West Bromwich Albion    | 43  | 42 | 16 | 11 | 15 | 64 | 67 | -3   |
| 11   | Manchester United       | 42  | 42 | 15 | 12 | 15 | 57 | 53 | +4   |
| 12   | Ipswich Town            | 41  | 42 | 15 | 11 | 16 | 59 | 60 | -1   |
| 13   | Manchester City         | 40  | 42 | 15 | 10 | 17 | 64 | 55 | +9   |
| 14   | Burnley                 | 39  | 42 | 15 | 9  | 18 | 55 | 82 | -27  |
| 15   | Sheffield Wednesday     | 36  | 42 | 10 | 16 | 16 | 41 | 54 | -13  |
| 16   | Wolverhampton Wanderers | 35  | 42 | 10 | 15 | 17 | 41 | 58 | -17  |
| 17   | Sunderland              | 34  | 42 | 11 | 12 | 19 | 43 | 67 | -24  |
| 18   | Nottingham Forest       | 33  | 42 | 10 | 13 | 19 | 45 | 57 | -12  |
| 19   | Stoke City              | 33  | 42 | 9  | 15 | 18 | 40 | 63 | -23  |
| 20   | Coventry City           | 31  | 42 | 10 | 11 | 21 | 46 | 64 | -18  |
| 21   | Leicester City          | 30  | 42 | 9  | 11 | 21 | 39 | 68 | -29  |
| 22   | Queens Park Rangers     | 18  | 42 | 4  | 10 | 28 | 39 | 95 | -56  |

|  | Champion d'Angleterre |
|  | Relégation            |

### Meilleur buteur
- Jimmy Greaves, Tottenham Hotspur, 27 buts[1].

## Bilan de la saison
| Tableau d'Honneur                          |                 |
| Compétition                                | Vainqueur       |
| Championnat d'Angleterre de football       | Leeds United    |
| Coupe d'Angleterre de football             | Manchester City |
| Coupe de la Ligue d’Angleterre de football | Swindon Town    |
| Charity Shield                             | Manchester City |

| Promotions et relégations |                                    |
| Promus                    | Derby County Crystal Palace        |
| Relégués                  | Leicester City Queens Park Rangers |